# Сайан (замок)
Сайан (фр. Château du Sailhant) — средневековый замок, расположенный в коммуне Андла в департаменте Канталь, примерно в десяти километрах от города Сен-Флур, в регионе Овернь — Рона — Альпы, Франция. По своему типу относится к замкам на вершине. Комплекс внесён в список исторических памятников в сентября 2019 года. Рядом расположен водопад Сайан.

## История

### Ранний период
С древнейших времён это место служило убежищем для проживающих вокруг людей. Безопасность обеспечивал высокий базальтовый отрог треугольной формы. Почти со всех сторон его окружают почти вертикальные каменные склоны высотой от 20 до 35 метров. 
Каменный замок возведён в XIII веке. Внешняя стена была построена почти по самому краю обрыва. Единственный вход в крепость был предусмотрен с северной стороны. Расположение на высоком каменном отроге делало замок почти неприступным. Для большей безопасности с севера в скальной породе был вырублен глубокий ров. Попасть внутрь можно было только через подъёмный мост.
Из-за близости к Сен-Флуру крепость играла важную роль в защите города от нападений с северо-запада. Первыми владельцами Сайана был рыцарский род де Сайан.
В последующие века замок многократно переходил из рук в руки. Во время Столетней войны некоторое время крепость находилась под контролем англичан. 

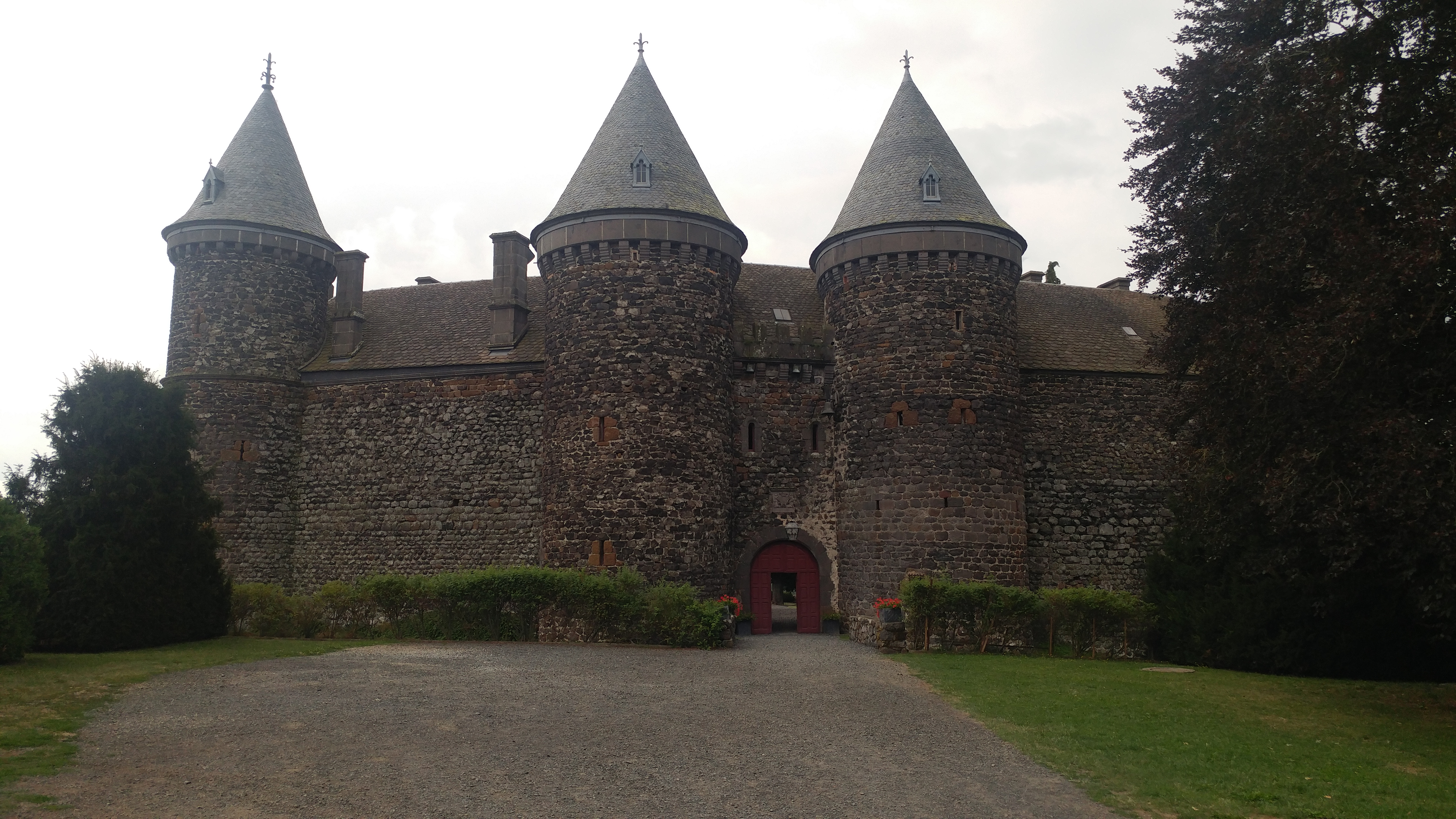
Château du Sailhant - Facade nord.jpg

### XVI–XIX века
В эпоху Возрождения замок из неприступной крепости стал превращаться в роскошную резиденцию. Его неоднократно реконструировали, делая более комфортным для проживания.
В начале XVIII века Сайн стал летней резиденцией Иоахима-Жозефа д'Эстена, епископа Сен-Флура. После Французской революции замок был национализирован и стал использоваться как склад.
В XIX веке замок, оставшийся без владельца, стал быстро приходить в упадок. В конце столетия один из местных предпринимателей попытался начать ремонт своими силами, но проведённые работы лишь позволили предотвратить превращение сооружения в руины. 

### XX–XXI века
В начале XX века Сайн стал летней резиденцией для семьи местного врача. Долгое время комплекс оставался в запустении. 
В конце XX века замок был куплен американским архитектором Джозефом Пеллом Ломбарди. Он начал проводить поэтапное восстановление Сайана. Работы продолжались почти 20 лет. Реставрация проходила при активном учатсии французских специалистов по средневековой архитектуре.
В настоящее время замок остаётся в частной собственности.

## Описание
Форма замка была продиктована треугольной формой базальтового отрога, на котором велось строительство. В каждом из углов имеется выдолбленное в скальное основе подземелье.
В южной части комплекса сохранились остатки средневековых укреплений. Здесь изначально находилась цитадель (донжон). На севере расположена бывшая господская с резиденция с шестью башнями. Главный фасад обращён на север и встроен в кольцевую стену крепости. В центре находятся две крупные башни, которые должны были защищать главные ворота. По краям здания сохранились четыре другие башни меньшего размера.
Внутри можно увидеть вырубленную в скальной основе лестницу и уникальные старинные фрески в часовне. Также внутри комплекса треугольный двор, где некогда был разбит сад.

## Современное состояние
Замок открыт для посещения с июля 2016 года. Внутри находится экспозиция, посвящённая Средневековью. 
Замок по согласованию с владельцами можно арендовать для проведения свадеб, торжеств или корпоративных мероприятий.

## Водопад Сайан
Рядом с замком находится водопад. Вода ручья в этом месте с 20-метровой высоты падает в глубокую расщелину.
Этот водопад является источником многих местных легенд. Наиболее известной из них является история о крестьянке, которая, работая в поле, хотела заставить своих быков двигаться быстрее. Но женщина слишком поздно увидела крутой обрыв. Быки, плуг и сама крестьянка упали и разбились. По преданию, во время полнолуния можно услышать женские стоны и шум плуга, падающего на дно бездны.

## Галерея

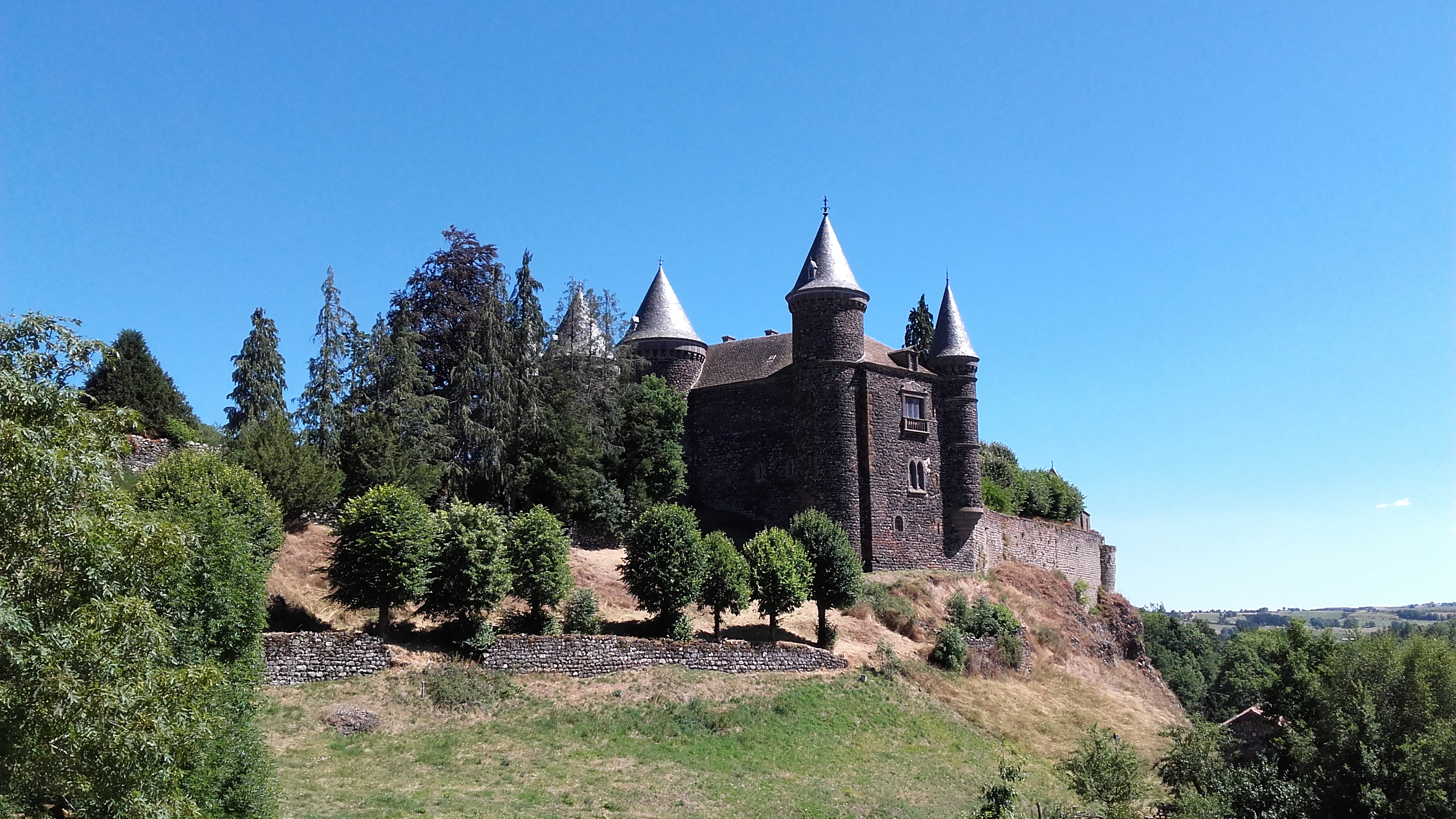
Вид замка с северо-западной стороны
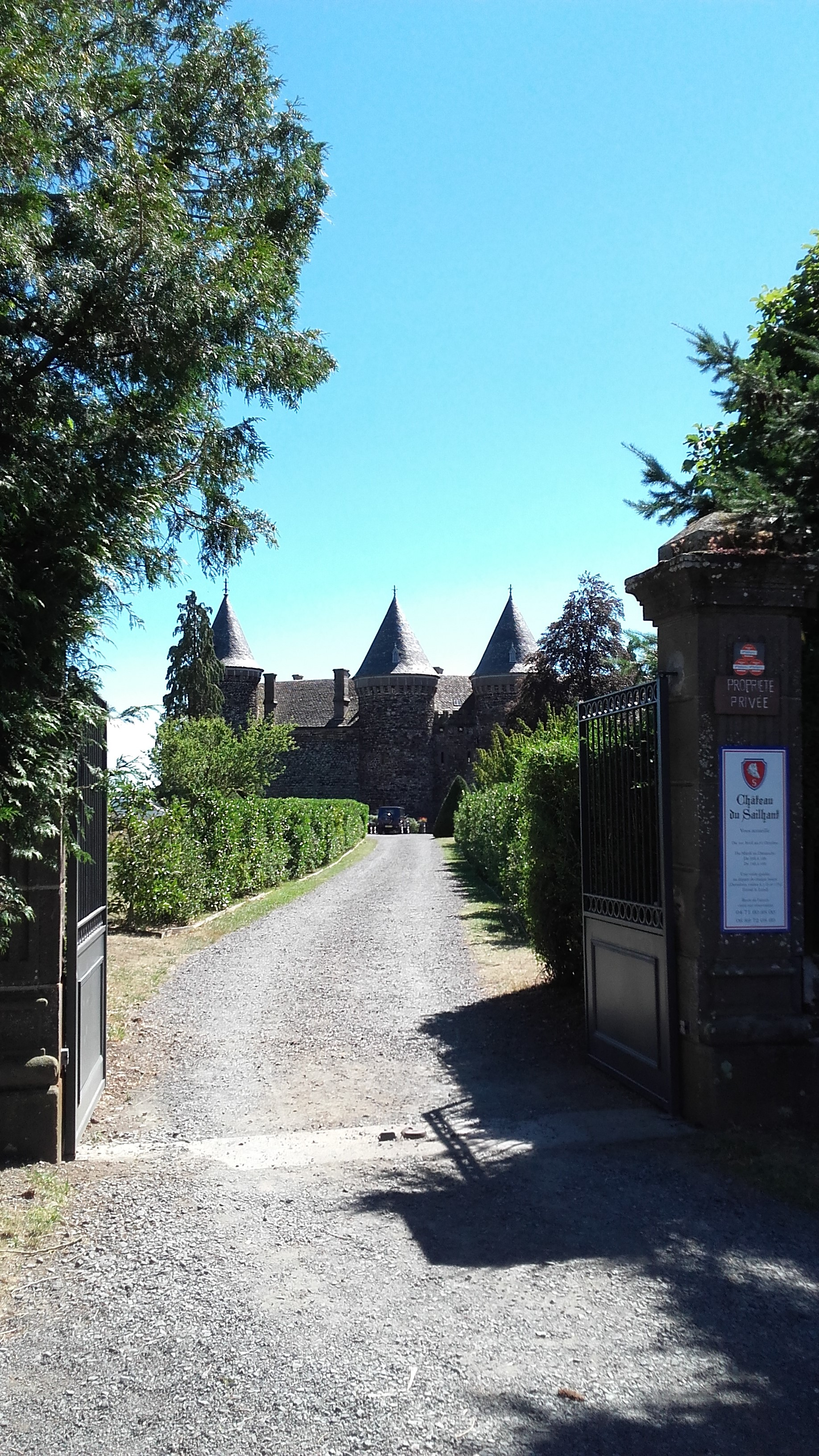
Внешние ворота, ведущие в замок
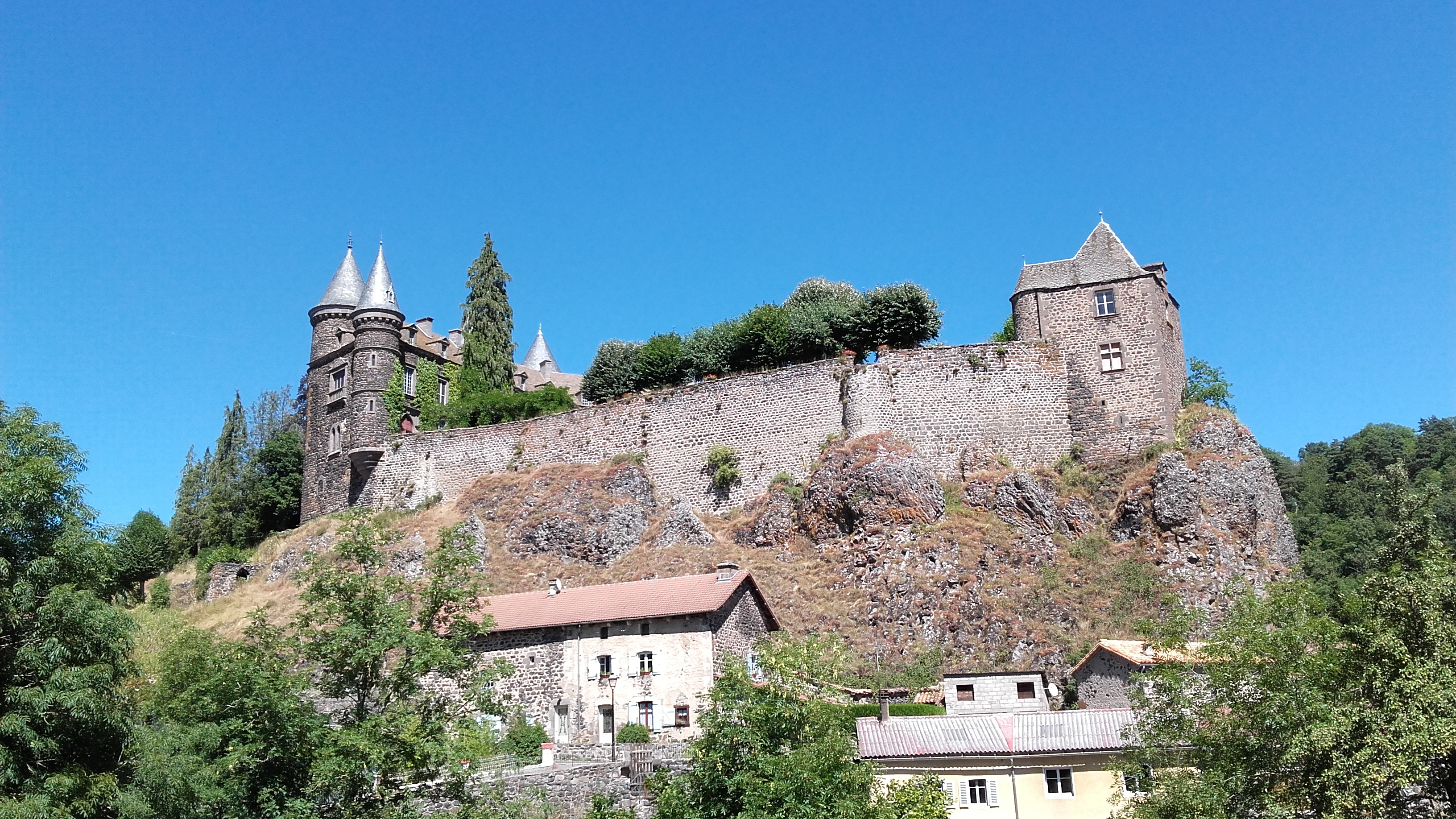
Вид замка со стороны деревни Ле Сайан
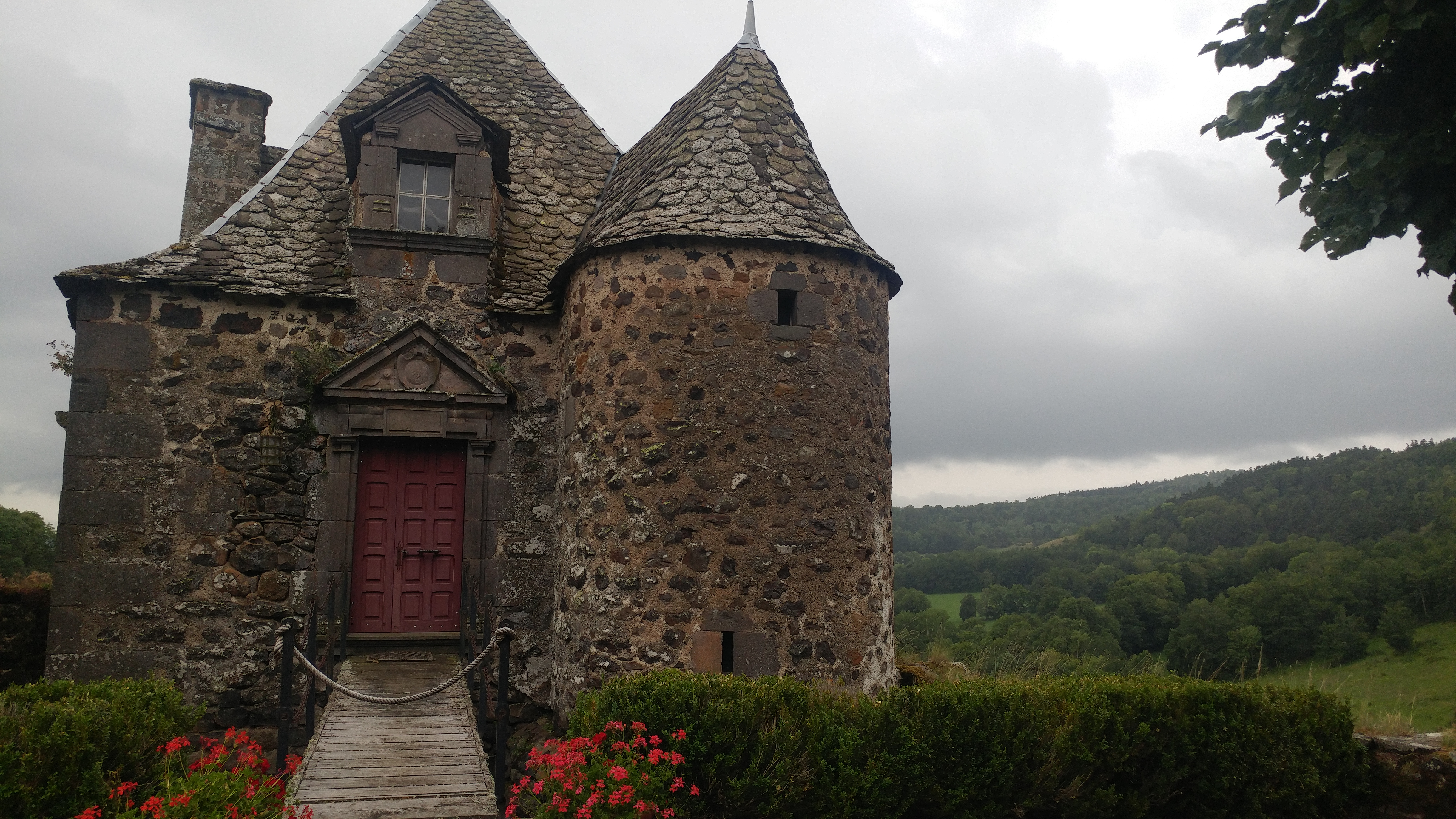
Южная башня (бывший донжон)
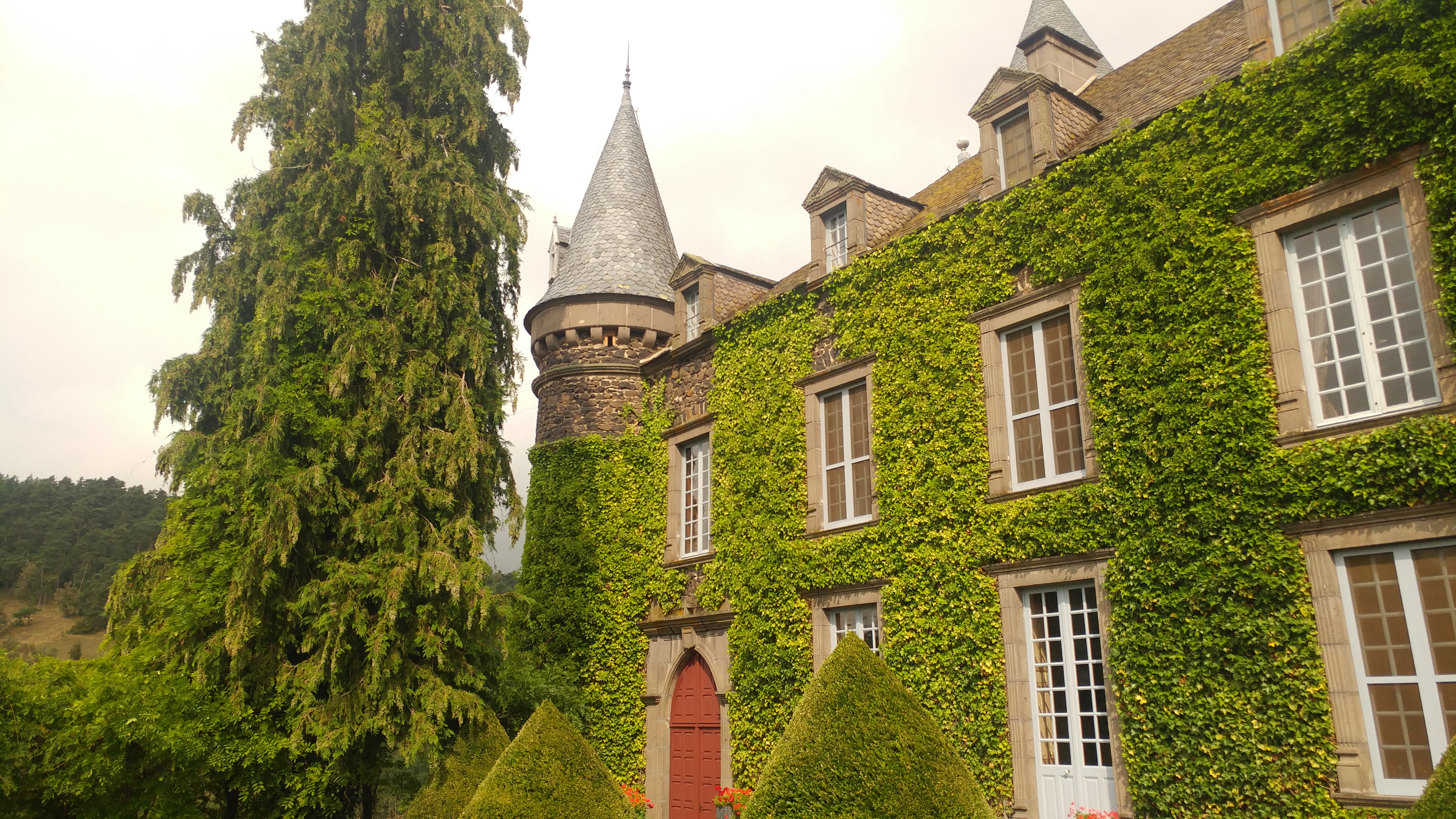
Фасады жилой резиденции